# Hannoverscher Aero-Club
Der Hannoversche Aero-Club e.V. (HAeC), zeitweilig auch schlicht Aero-Club oder Aero-Klub genannt, ist einer der ältesten Luftsportvereine in Deutschland.

## Geschichte
Zu Beginn der Weimarer Republik gründeten im Ersten Weltkrieg eingesetzte Flieger und andere Fluginteressierte im Jahr 1921 den Hannoverschen Verein für Flugwesen (HVF). Noch im selben und im Folgejahr 1922 gelangten mit dem in Eigenregie erbauten Segelflugzeug „Vampyr“ verschiedene Weltrekorde.
Ebenfalls noch in den 1920er Jahren organisierte der HVF mehrere Flugtage in Hannover, bei denen unter anderem Ballonfahrten, Fallschirm-Absprünge sowie Kunstflüge gezeigt wurden.
1927 schloss sich der HVF mit dem Ring der Flieger unter dem neuen Namen Hannoverscher Aero-Club zusammen. Dieser wurde im Jahr der Machtergreifung 1933 und im Zuge der Gleichschaltung in den Deutschen Luftsportverband, Ortsgruppe Hannover überführt, die – ebenfalls zur Zeit des Nationalsozialismus – 1937 im NS-Fliegerkorps aufging.
In der Nachkriegszeit wurde der Hannoversche Aero-Club als eingetragener Verein neu gegründet. Bereits gegen Ende der 1950er Jahre verfügte er über 3 Segel- und 3 Motorflugzeuge, die sowohl bei Flugwettbewerben als auch zur Ausbildung zum Segel- und Motorsegelflugzeugführer eingesetzt wurden. Später folgten – zum Teil als Eigenbau – weitere Segelflugzeuge.
Bis 1976 betrieb der Hannoversche Aero-Club ein Fluggelände im Norden des hannoverschen Stadtteils Vahrenwald, bevor ein anderes Gelände in Oppershausen im Landkreis Celle bestimmt wurde.
Der Verein fördert unter anderem auch den Modellflug.

## Veröffentlichungen
- Luftsport. Segelflug, Modellflug, Motorflug. Nachrichtenblatt für unsere Mitglieder und alle Freunde des Luftsports, unregelmäßig als Vereinszeitschrift erschienenes Periodikum, nachgewiesen für die Zeit von 1961 bis 1967
- 75 Jahre Hannoverscher Aero-Club e.V. Luftsportgeschichte einer Stadt. 1921–1996, 76 Seiten mit zahlreichen Illustrationen, Hannover: Hannoverscher Aero-Club, 1996